# Esterwegen (gemeente)
Esterwegen is een gemeente in de Duitse deelstaat Nedersaksen. De gemeente is onderdeel van de Samtgemeinde Nordhümmling in het Landkreis Emsland.
Esterwegen telt 5.421 inwoners.
Tot de deelgemeente behoort ook het gehucht Lattensberg.
De Bundesstraße 401 en het daaraan parallel lopende Küstenkanal doorsnijden de gemeente van west naar oost.
Openbaar vervoer is beperkt tot streekbussen van en naar de omliggende stadjes, zoals Papenburg. De meeste van deze bussen rijden dan ook nog alleen maar van maandag t/m vrijdag in de spitsuren en zijn bedoeld voor scholieren- en studentenvervoer. Bezoekers van bijvoorbeeld het herdenkingscentrum van het vroegere concentratiekamp, die niet per eigen auto of fiets komen, of een georganiseerde busreis geboekt hebben, zijn vaak op taxivervoer vanaf een spoorwegstation aangewezen. 
Vanaf 1933 tot en met 1947 heeft kamp Esterwegen bij het dorp gelegen.

## Esterweger Dose
Ten noorden van Esterwege en van de B 401 ligt een 8  km² groot hoogveengebied, de Esterweger Dose. In het terrein zijn beperkte excursiemogelijkheden ( "wandelen met de boswachter"). In het terrein bevindt zich een natuurobservatiepunt.

## Afbeeldingen

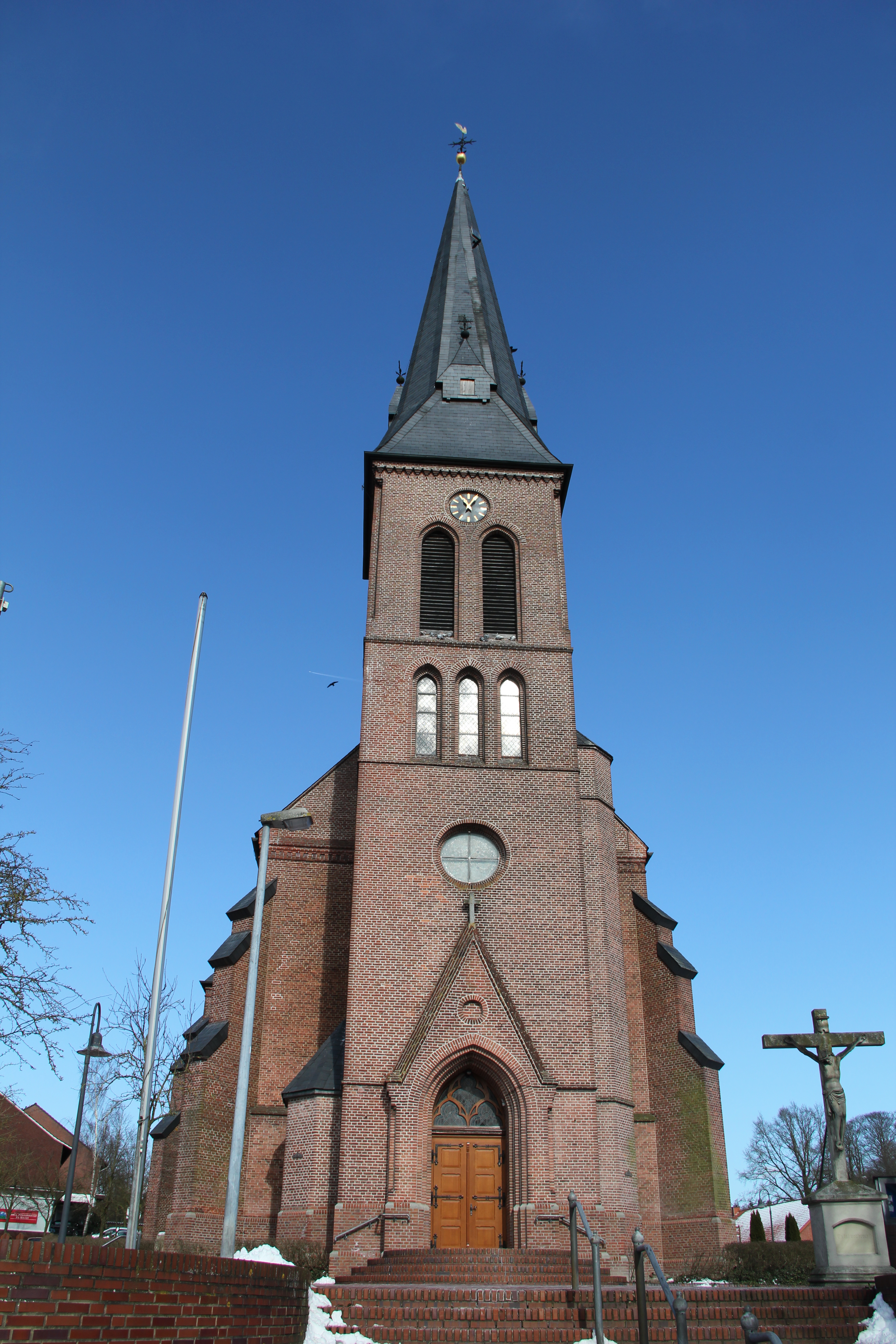
R.K. St. Johanneskerk Esterwegen
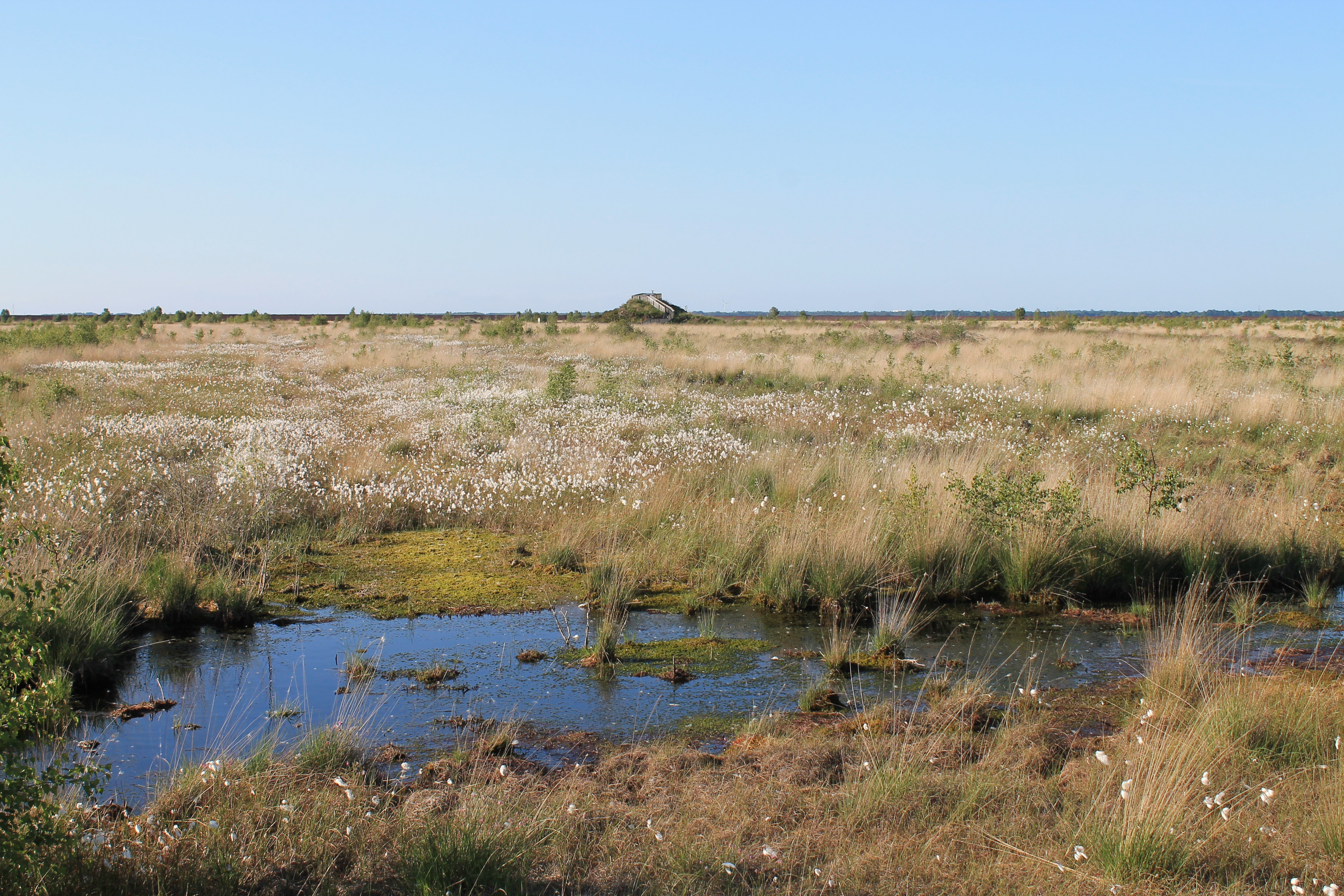
Boomloos hoogveen (Noord-Nedersaksisch dialect: Dose) in natuurreservaat Esterweger Dose
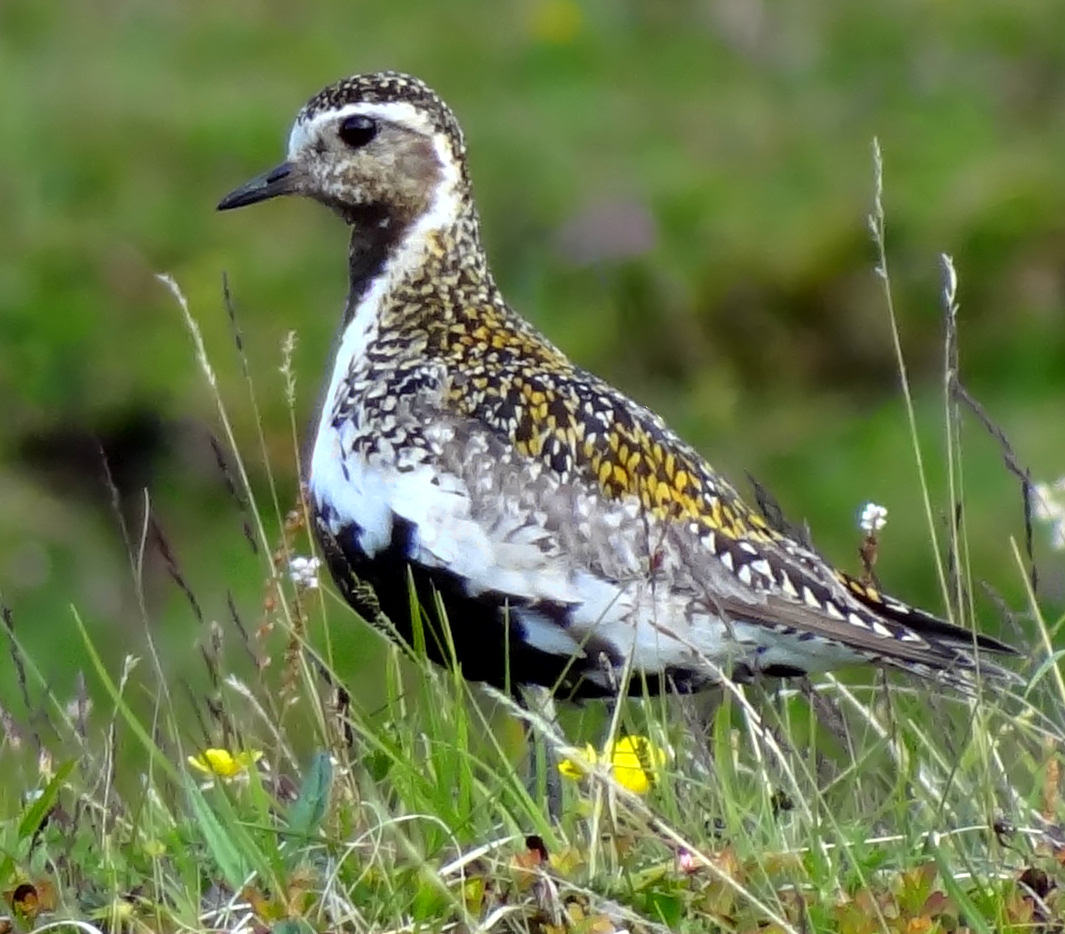
De goudplevier broedde tot plm. 2017 in het natuurreservaat Esterweger Dose
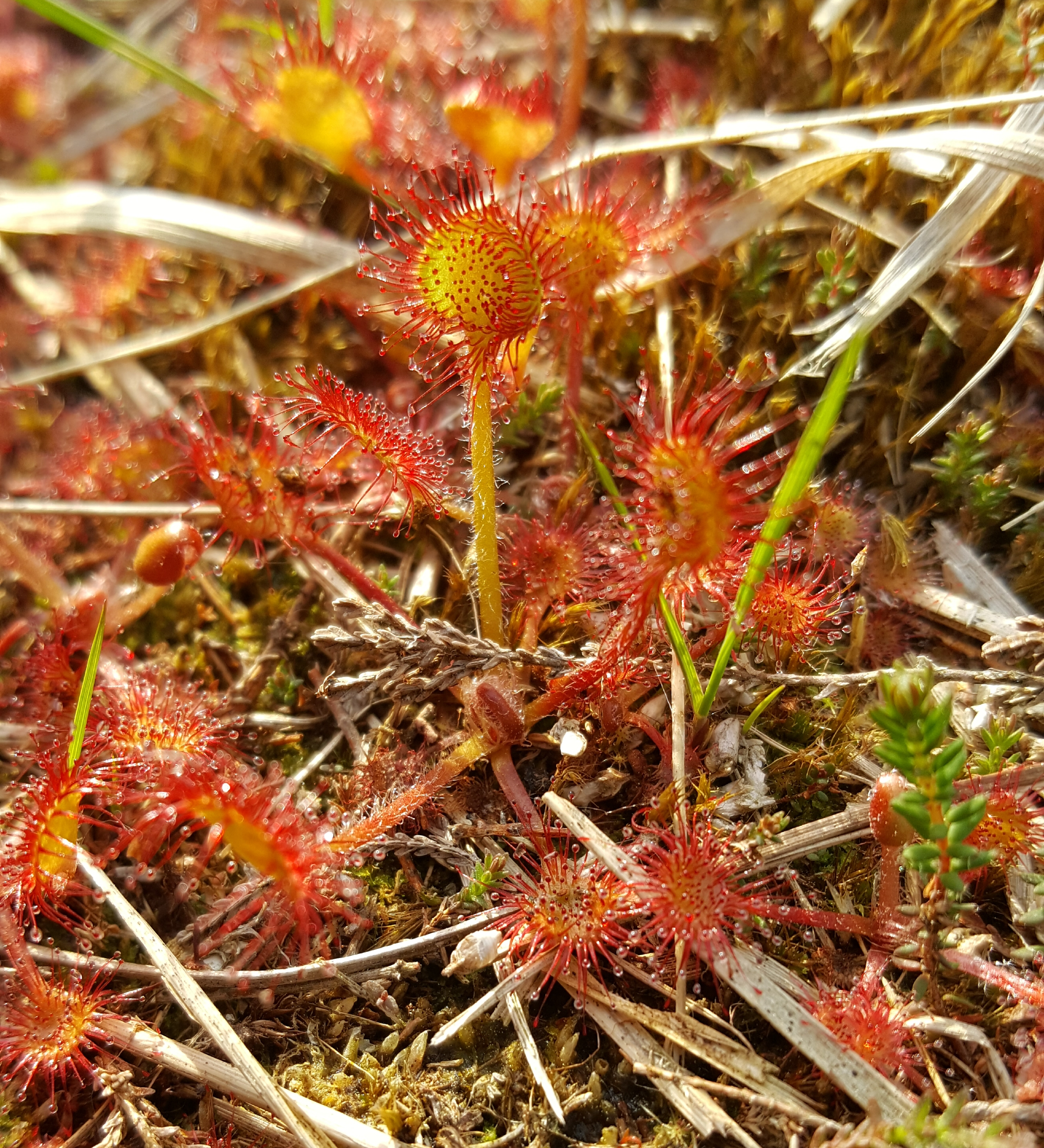
Ronde zonnedauw in de  Esterweger Dose
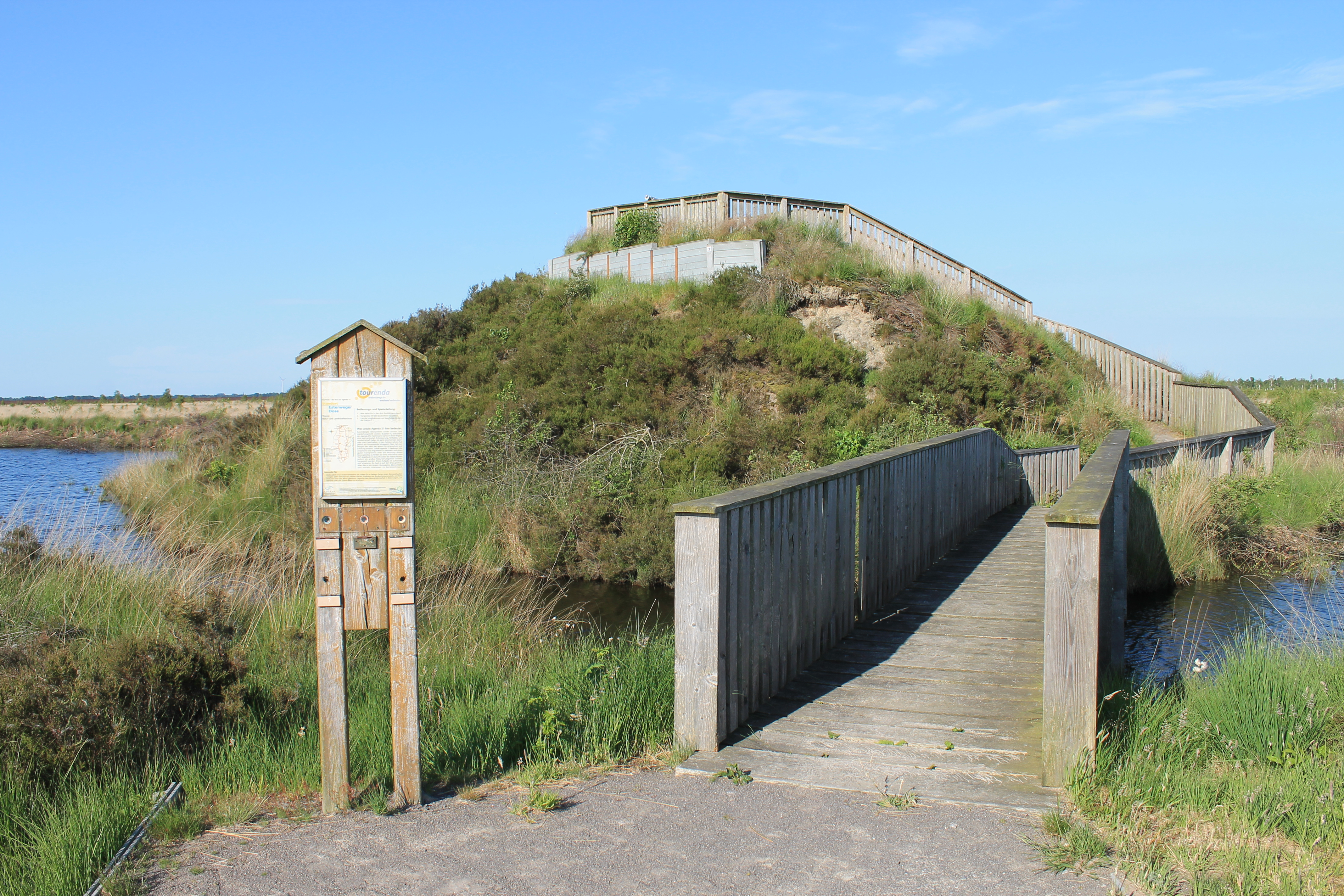
Uitkijkpunt Esterweger Dose

Voor meer informatie, zie Samtgemeinde Nordhümmling.
- Bibliothèque nationale de France: cb123927665 (data)
- Gemeinsame Normdatei: 4015584-5
- Library of Congress Control Number: n95103712
- Nationale Bibliotheek van Israël: 987007533360505171
- Virtual International Authority File: 124497812
- WorldCat: E39PBJwdfb6YQk9TkPjfWPqCwC

Andervenne ·
Bawinkel ·
Beesten ·
Bockhorst ·
Börger ·
Breddenberg ·
Dersum ·
Dohren ·
Dörpen ·
Emsbüren ·
Esterwegen ·
Freren ·
Fresenburg ·
Geeste ·
Gersten ·
Groß Berßen ·
Handrup ·
Haren (Ems) ·
Haselünne ·
Heede ·
Herzlake ·
Hilkenbrook ·
Hüven ·
Klein Berßen ·
Kluse ·
Lähden ·
Lahn ·
Langen ·
Lathen ·
Lehe ·
Lengerich ·
Lingen ·
Lorup ·
Lünne ·
Meppen ·
Messingen ·
Neubörger ·
Neulehe ·
Niederlangen ·
Oberlangen ·
Papenburg ·
Rastdorf ·
Renkenberge ·
Rhede ·
Salzbergen ·
Schapen ·
Sögel ·
Spahnharrenstätte ·
Spelle ·
Stavern ·
Surwold ·
Sustrum ·
Thuine ·
Twist ·
Vrees ·
Walchum ·
Werlte ·
Werpeloh ·
Wettrup ·
Wippingen